# 渡邊邦夫 (生態学者)
渡邊 邦夫（わたなべ くにお、1947年 - ）は、日本の生態学者。京都大学名誉教授。専門は霊長類社会生態学。

## 人物・経歴
1970年東北大学理学部生物学科卒業。1980年京都大学大学院理学研究科霊長類学専攻博士課程修了。1981年理学博士。1982年京都大学霊長類研究所助手。1995年野生生物保護学会学会誌編集長。1998年京都大学霊長類研究所助教授。1999年日本霊長類学会理事。2006年京都大学霊長類研究所教授。2013年定年退職、京都大学名誉教授。

## 著書
- 『人とサルの社会史』（三戸幸久と共著）東海大学出版会 1999年
- 『ニホンザルによる農作物被害と保護管理』東海大学出版会 2000年
- 『遺伝子の窓から見た動物たち：フィールドと実験室をつないで』（村山美穂、竹中晃子と共編）京都大学学術出版会 2006年